# Katherine Plunket

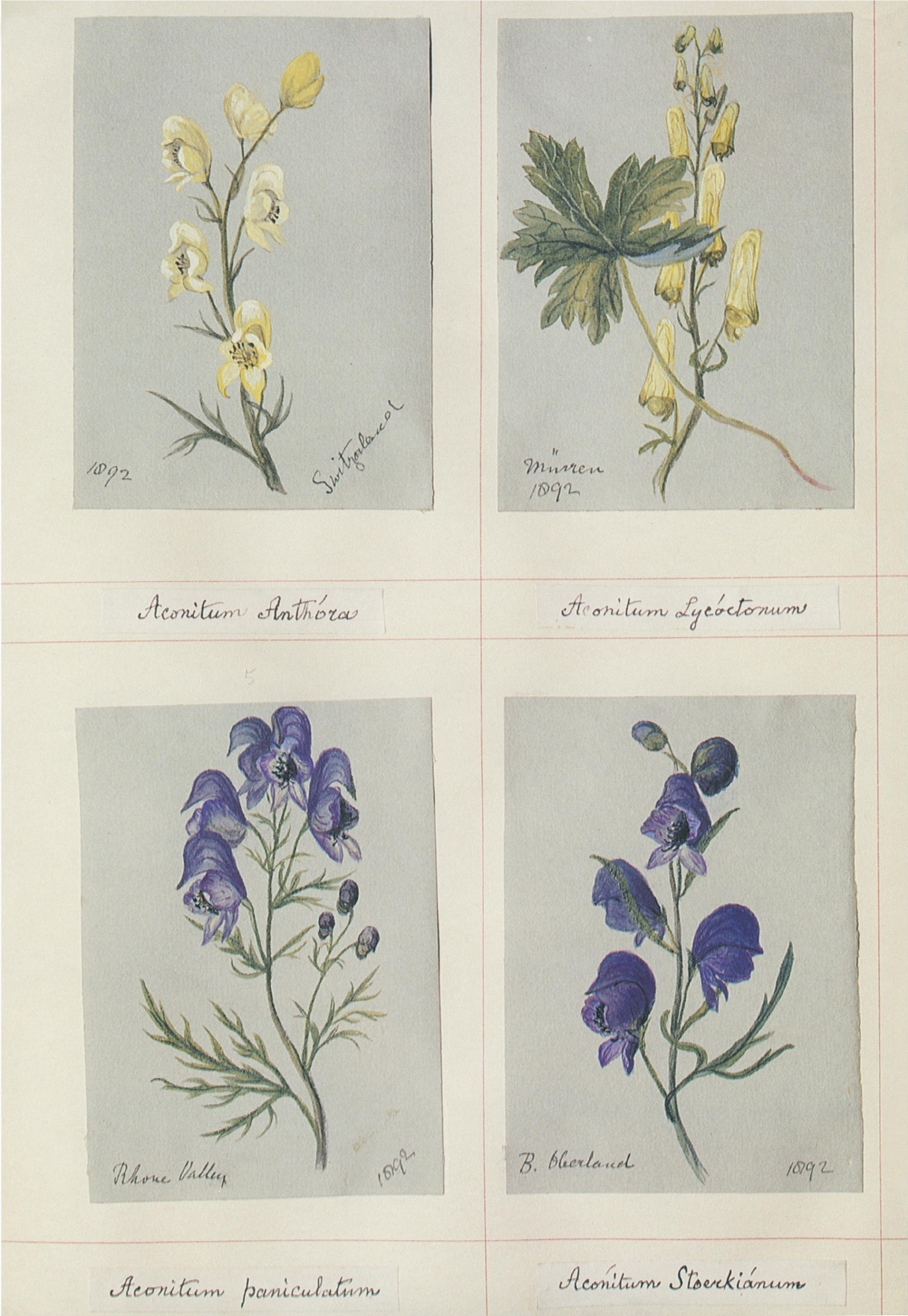
ilustracje gatunków z rodzaju Aconitum z Wild Flowers from Nature

Katherine Plunket (ur. 22 listopada 1820 w Kilsaran niedaleko Castlebellingham w hrabstwie Louth, zm. 14 października 1932 w Dundalk) – irlandzka arystokratka, ilustratorka botaniczna. Najdłużej żyjąca kobieta, która żyła i zmarła w Irlandii, do 1970 najdłużej żyjąca kobieta w Zjednoczonym Królestwie (w 1932 Irlandia była dominium Zjednoczonego Królestwa).
Pochodziła z arystokratycznego rodu, urodziła się jako najstarsza z sześciorga rodzeństwa. Córka Thomasa Plunketa – irlandzkiego późniejszego duchownego, biskupa Tuam, Killala i Achonry i Louise Jane Foster. Dziadek od strony ojca William Plunket pełnił urząd Lorda Kanclerza Irlandii, dziadek od strony matki John William Foster pełnił urząd posła parlamentu brytyjskiego na Dunleer. 
Została ochrzczona 13 grudnia 1820 jako Catherine (w dorosłości używała pisowni Katherine) w anglikańskim kościele w Kilsaran. Nigdy nie wyszła za mąż. Przez całe życie cieszyła się dobrym zdrowiem. W wieku 102 lat przeszła zapalenie oskrzeli. 
Podróżując z młodszymi siostrami, Gertrudą (1841–1924) oraz Fredericą (1838–1886), zwiedziła niemal całą Europę. Dokonała wiele szkiców kwiatów we Francji, Włoszech, Hiszpanii, Niemczech i Irlandii. W 1903 tom ilustracji pod tytułem Wild Flowers from Nature (Dzikie kwiaty z natury) został zaprezentowany przed Royal College of Science for Ireland, a potem został przeniesiony do Museum of Science and Art in the National Museum of Ireland. Ilustracje zostały przekazane do Narodowego Ogrodu Botanicznego w Glasnevin w 1970 roku.
Tytuł najstarszej osoby przejęła od Deliny Filkins (1815–1928). Plunket była rekordzistką umieszczoną w pierwszym wydaniu Księgi rekordów Guinnessa (w 1955), i jest jedyną wspomnianą tam superstulatką, której rekord był zweryfikowany przez późniejsze kontrole.